# Vidyavati
Vidyavati (15 septiembre 1939) es una ficóloga y botánica india; fue vicerrectora de la Universidad Kakatiya, Warangal, Telangana, India. Es presidenta de la Sociedad Ficológica de India.

## Educación y primeros años
Hizo su escolarización bilingüe (tanto en idioma hindi, como en marathi como segunda lengua) en las instituciones Bansilal Balika Vidyalaya, Begum Bazar; y, pasó el HSC en 1955. En 1957, aprobó su Intermedio en inglés en Koti Women's College. En 1959,  pasó el B.Sc. en primera división por la misma alta casa, en botánica, zoología y química. En 1961, obtuvo su postgraduación en M.Sc. en botánica. Y, fue contratada por el Departamento de Botánica de la Universidad Osmania, y en primera división.
Sus estudios de Ph.D consintieron en ‘Estudios Experimentales y Citológicos en Desmids' de la Universidad Osmania, en 1967 bajo la guía capaz de los profesores Jafar Nizam y M.R. Saxena.
Como la mayoría de la literatura era en alemán, se matriculó para aprenderlo, durante tres años y obtuvo sus diplomas Séniors en lengua alemana en Arts College, en la Universidad Osmania, de 1963 a 1965.
Sus áreas de especialización son hidrobiología, ficología, citología y ultrastructuras ecológicas.

## Carrera
- 1966, nombrada conferenciante provisional en Universidad Osmania, Hyderabad.
- 1968, nombrada conferenciante permanente y en P.G. Centro de la Universidad Osmania en Warangal, el cual más tarde, en 1974, fue a la Universidad Kakatiya.
- 1990, en la misma universidad,  deviene lectora y profesora;  y, directora en el Departamento de Botánica.
- 6 de mayo de 1998, asumió como vicerrectora de la Universidad.[2]

## Investigaciones
- Realizó  un postdoctorado de un año, como becaria del Commonwealth Academic Real Holloway y Universidad de Bedford, Universidad de Londres, con el prof. John D. Dodge. Y se entrenó tres meses en el procesamiento de material biológico para microscopia electrónica.[3][4]
- Sus investigaciones postdoctorales las hizo con el Dr. J. Sulek, en el Instituto de Microbiología, Trebon, Checoslovaquia.
- Visitó varias instituciones en Oxford, Cambridge, Francia, Checoslovaquia, Bratislava y Toronto.
- Como profesora de botánica, visitó el Reino Unido durante 1980 a 1981 bajo una beca del Commonwealth de Personal Académico.
- Asistió a reuniones de la British Phycological en Liverpool.[3]
- Visitó Checoslovaquia bajo el Programa de Intercambio Cultural checo-indio entre 1984 a 1985.[3]
- Visitó Canadá para participar en la Asociación del Commonwealth de Universidades en la Conferencia General de Direcciones Ejecutivas durante agosto de 1998.
- Presentó un papel sobre "Administración y Liderazgo Institucionales de Cambio", Corea del Sur, Seúl; y, participó en la Conferencia Internacional de Presidentas Universitarias en el campus Suwon de la Universidad Kyung Hee, durante octubre de 1999.
- Su experiencia en investigaciones es de 36 años. Ha guiado 25 Ph.D. y dos M.Phils. Publicó diez libros.[5]

## Direcciones
- Presidenta Phycological Society of India.[6]
- Editora asociada de Seaweed Research & Utilization (Estudios de Algas y su Utilización) una revista internacional.[7][8]
- Presidenta, Consejo Acreditación y Valoración Nacionales, Bangalore.[9][10]
- Comité Consultivo Nacional, Sarojini Naidu Centro para Estudios de Mujeres, Hyderabad.[11]
- Editora asociada Journal of Aquatic Ecosystem Health (Revista de Salud de Ecosistema Acuático) EE. UU.[12]
- Junta de Investigación de Asesores del Instituto Biográfico americano, 1999.